# Anna Amalia van Brunswijk
Anna Amalia (Wolfenbüttel, 24 oktober 1739 – Weimar, 10 april 1807) was hertogin en (van 1759 tot 1775) regentes van Saksen-Weimar-Eisenach. Ze was de dochter van hertog Karel I van Brunswijk en een nicht van Frederik de Grote. Van haar vader erfde ze de culturele belangstelling en ze ontving een uitstekende en veelzijdige opleiding.
Op haar zestiende (1756) huwde ze hertog Ernst August II Constantijn van Saksen-Weimar-Eisenach en baarde hem in korte tijd twee zoons. Hij stierf echter in 1758 en liet Amalia achter als enige voogd en regentes van de minderjarige troonopvolger Karel August. Daar zijzelf nog als minderjarig gold, moest zij van de keizer een meerderjarigheidsverklaring verkrijgen om te mogen regeren. Nadat dit was geschied, nam de 19-jarige hertogin op 9 juli 1759 de regering op zich.
Anna Amalia zette zich in voor de onderwijs en de armen, maar verwierf met name bekendheid door haar steun van de kunst en wetenschap. In 1772 haalde zij voor de opleiding van Karel August de filosofieprofessor en dichter Christoph Martin Wieland naar Weimar. In de hieropvolgende jaren verbleven ook Johann Wolfgang von Goethe, Johann Gottfried von Herder, Daniel Schubart en Friedrich von Schiller aan haar hof. Tevens stichtte ze onder andere het museum in Klassiek Weimar. 
Hoewel ze zichzelf niet als componist beschouwde, beschikte ze over een solide muzikale vorming (zij bespeelde het klavecimbel, de piano, gitaar en harp) en een uitgesproken stijlgevoel, dat in haar muziek duidelijk tot uiting komt. Zij componeerde bijvoorbeeld de muziek voor Erwin und Elmire een zangspel van Johann Wolfgang von Goethe en muziek voor Das Jahrmarkts-fest zu Plundersweilern (1778) eveneens een zangspel. Erwin und Elmire ging op 24 mei 1776 in het privé-theater in Weimar in première en de uitvoering werd in de volgende twee jaren nog zes keer herhaald. 
Bij de meerderjarigheid van Karel August trok Anna Amalia zich terug uit de regering. Ze besteedde nu nog meer tijd aan kunst en muziek en maakte reizen naar Italië en Frankrijk, waar ze beeldende kunst en muziek studeerde. Haar eigenzinnige zuster Elisabeth van Brunswijk-Wolfenbüttel was, na enkele jaren huwelijk met prins Frederik Willem II van Pruisen en diverse schandalen, verbannen naar Stettin en zou haar nooit meer zien.
De op 3 september 2004 deels afgebrande Herzogin-Anna-Amalia-Bibliothek in Weimar is naar haar vernoemd.